# Bhutan i olympiska sommarspelen 2012
Bhutan deltog i olympiska sommarspelen 2012 som ägde rum i London i Storbritannien mellan den 27 juli och den 12 augusti 2012.

## Bågskytte
- Huvudartikel: Bågskytte vid olympiska sommarspelen 2012

Damer
| Bågskytt   | Gren                  | Ranking-runda | Ranking-runda | 32-delsfinal          | Sextondelsfinal   | Åttondelsfinal    | Kvartsfinal       | Semifinal         | Final             | Final            |
| Bågskytt   | Gren                  | Poäng         | Seedning      | Motståndare Poäng     | Motståndare Poäng | Motståndare Poäng | Motståndare Poäng | Motståndare Poäng | Motståndare Poäng | Placering        |
| ---------- | --------------------- | ------------- | ------------- | --------------------- | ----------------- | ----------------- | ----------------- | ----------------- | ----------------- | ---------------- |
| Sherab Zam | Damernas individuella | 589           | 61            | Lorig (USA) (4) L 0–6 | Gick inte vidare  | Gick inte vidare  | Gick inte vidare  | Gick inte vidare  | Gick inte vidare  | Gick inte vidare |

## Skytte
- Huvudartikel: Skytte vid olympiska sommarspelen 2012